# Billy Taylor

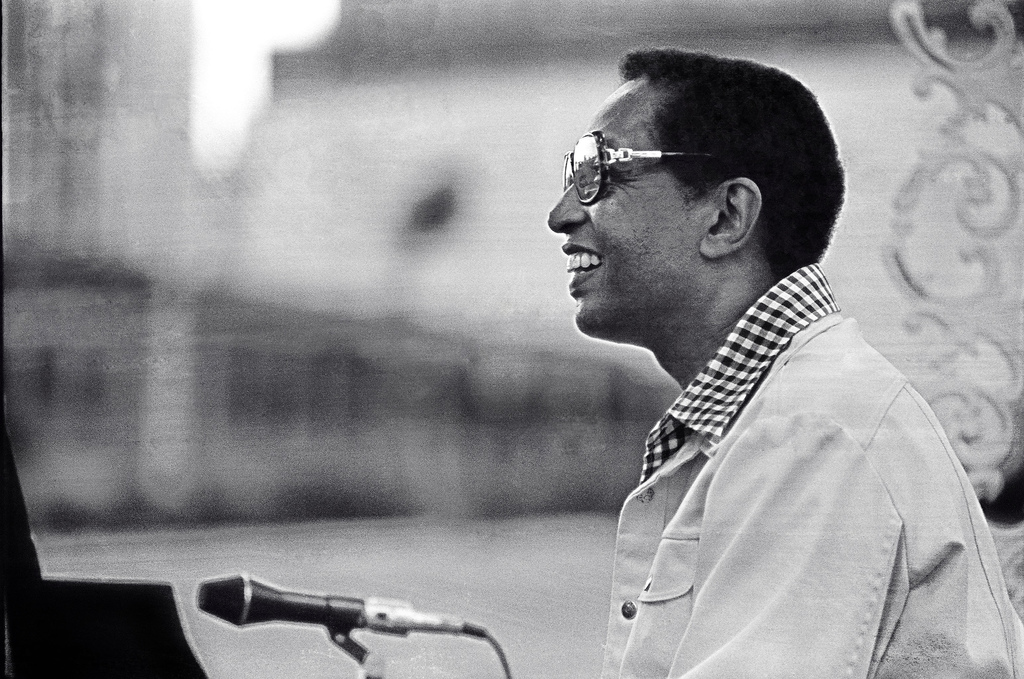
Billy Taylor (1977)

Billy Taylor (gebürtig: William Taylor Jr.; * 24. Juli 1921 in Greenville, North Carolina; † 28. Dezember 2010 in New York City) war ein einflussreicher US-amerikanischer Jazz-Pianist und TV- und Radio-Präsentator von Jazzmusik sowie Hochschullehrer und Komponist.

## Leben und Wirken
Billy Taylors Vater war Zahnarzt, seine Mutter Lehrerin. Er wuchs in Raleigh, Virginia und Washington, D.C. auf und machte seinen B.S. in Musik 1942 am Virginia State College, kam 1943 nach New York und spielte ab 1944 professionell Klavier, zuerst im Quartett von Ben Webster in New York, dann mit Stuff Smith (Aufnahmen 1944), Eddie South, Cozy Cole, Machito und Slam Stewart. Später war er „Hauspianist“ im Birdland und spielte dort u. a. mit Charlie Parker, Dizzy Gillespie und Miles Davis. Aufsehen erregte sein Town Hall-Auftritt 1945 im Quartett von Bill Coleman, der bei Commodore erschien. Mit Don Redman ging er 1946 auf Europatournee; Ende der 1940er leitete er ein eigenes Trio. 1951 spielte er in Haiti mit dem Orchestre Saieh. Mit Charles Mingus nahm er im Sommer 1953 Stücke im Duo auf (Bass-ically Speaking, wiederveröffentlicht in Charles Mingus: The Complete Debut Recordings); danach hatte er eigene Gruppen. 1965 gründete er das Jazzmobile; seitdem werden unter diesem Namen in Harlem (und ganz New York) Sommerkonzerte und Workshops („Music-Clinics“) abgehalten.
1956 wirkte er bei Quincy Jones’ Debütalbum This Is How I Feel About Jazz mit. 1958 war er musikalischer Leiter der ersten TV-Serie über Jazz, The Subject Is Jazz bei NBC. Als erster Afroamerikaner leitete er 1969 eine Fernseh-Band in der Show von David Frost. In den 1970er Jahren hatte er die Radio-Serie Jazz alive, ab 1981 leitete er die Jazz-Ecke in der erfolgreichen Show CBS Sunday Morning. Er war Berater für Jazz am Kennedy Center for the Performing Arts in Washington, D.C.
Als Pianist spielte Taylor sowohl im Bop als auch im Swing-Idiom. Eine seiner bekanntesten Kompositionen ist „I Wish I Knew (How It Would Feel to Be Free)“ von 1954, das in der Civil Rights Movement der 1950er und 1960er Jahre Popularität gewann und u. a. von Nina Simone interpretiert wurde (auf Silk and Soul 1967). Mit Mieko Hirota trat er 1967 auf dem Newport Jazz Festival auf („Sunny“; veröffentlicht auf dem gemeinsamen Album Miko in New York). 1973 schrieb er die „Suite for Jazz Piano and Orchestra“.
1975 promovierte Taylor in Erziehungswissenschaften an der University of Massachusetts. Danach war er Professor für Musik an der East Carolina University in Greenville in North Carolina. Er starb am 28. Dezember 2010 im Alter von 89 Jahren in einem Krankenhaus in New York an einem Herzinfarkt.

## Auszeichnungen
Taylor wurde mit zahlreichen (23) Ehrendoktoraten ausgezeichnet. Er erhielt einen Emmy und einen Grammy; 1988 die NEA Jazz Masters Fellowship und 1992 die National Medal of Arts.

## Diskografie (Auswahl)
- Cross-Section (OJC, 1953–54)
- A Touch of Taylor (Prestige, 1955)
- Billy Taylor With Four Flutes (OJC, 1959)
- You Tempt Me (Taylor-Made, 1985)
- White Nights And Jazz In Leningrad (Taylor-Made, 1988)
- Solo (Taylor-Made, 1988)
- Billy Taylor And The Jazzmobile All Stars (Taylor-Made, 1989)
- Dr. T (GRP, 1992) mit Gerry Mulligan